# Ética centrada en el sufrimiento
Las éticas centradas en el sufrimiento son aquellas posiciones en ética que dan prioridad moral a la reducción del sufrimiento. En otras palabras, dan mayor peso a la reducción de sufrimiento que a la promoción del placer, la felicidad, o aquello que pudiesemos considerar de valor. Desde algunas perspectivas éticas centradas en el sufrimiento se considera que deberíamos centrarnos exclusivamente en reducir el sufrimiento que sea prevenible. Otras perspectivas de este tipo incluyen, también, características diferentes tales como la prevención de desvalores distintos al sufrimiento o la promoción de valores positivos, aunque dando siempre prioridad a la reducción y prevención del sufrimiento.

## Distintos tipos de éticas centradas en el sufrimiento
El nombre "éticas centradas en el sufrimiento" es un término general que aglutina a una serie de posiciones normativas que comparten un elemento común: dar prioridad a la reducción del sufrimiento. Aunque todas estas doctrinas comparten esta meta, se diferencian en la forma en la que consideran que debemos alcanzarla al actuar. Por ejemplo, desde el consecuencialismo negativo se considera que deberíamos minimizar el sufrimiento porque una situación es mejor cuando hay el menor sufrimiento posible. Un tipo de perspectiva consecuencialista negativa es el utilitarismo negativo. Desde el utilitarismo negativo se considera que deberíamos tratar de generar el escenario en el que exista la menor cantidad agregada de sufrimiento, considerando imparcialmente el sufrimiento de todos los individuos sintientes.
Otras posiciones centradas en el sufrimiento pueden pertenecer, sin embargo, a la rama de la deontología. Desde estas perspectivas se defiende, en su lugar, que tenemos razones relativas a agentes cuando actuamos para reducir el sufrimiento. Dicho de otro modo, desde estas perspectivas se afirma que la reducción del sufrimiento tiene prioridad moral sobre cualquier otra meta moral. Este imperativo moral prevalecería en todos los casos, independientemente de si esto hiciera que la situación fuese mejor o peor. Por último, también se podría considerar que deberíamos tener disposiciones en nuestro carácter para actuar como reductoras de sufrimiento.
Las éticas centradas en el sufrimiento también pueden ser distinguidas dependiendo de la consideración que otorguen a valores diferentes de la reducción del sufrimiento. Las perspectivas ponderadas sostienen que puede existir cierta cantidad relevante de otros valores que supere en importancia a una cierta cantidad de sufrimiento, aunque la reducción de sufrimiento tenga, en líneas general, la mayor relevancia. A su vez, según algunas posiciones centradas en el sufrimiento no existen, en el mundo, cosas positivas, solo negativas. Otras posiciones sostienen que hay cosas que tienen valor positivo pero de un modo instrumental, es decir, siempre que eviten que suframos. Finalmente, las posiciones denominadas perspectivas léxicas consideran que ninguna cantidad de cualquier otro valor puede superar en importancia a la reducción del sufrimiento (la lexicalidad en teoría del valor es la idea de que ciertos valores triunfan sobre otros).

## ¿Éticas centradas en el sufrimiento o éticas negativas?
Las éticas centradas en el sufrimiento han sido históricamente denominadas posiciones "negativas" por considerar más importante la reducción de los valores negativos que la promoción de los valores positivos. Esta terminología todavía se utiliza para la denominación de posiciones tales como el consecuencialismo negativo y el utilitarismo negativo. Sin embargo, el uso del término "éticas centradas en el sufrimiento" ha visto un incremento durante el siglo XXI, ya que informa de una manera más clara y directa sobre lo que estas perspectivas denotan.

## Argumentos a favor de las éticas centradas en el sufrimiento
Desde la filosofía, las perspectivas centradas en el sufrimiento han sido defendidas por ser consideradas la única forma de resolver ciertas cuestiones en el área de la ética de la población, particularmente en lo relativo a la asimetría. De acuerdo con esta asimetría, no tenemos la obligación de crear individuos felices, mientras que sí que tenemos la obligación de no crear individuos que, en expectativa, tendrían una vida peor que existir. Se puede dar cuenta de esta asimetría aceptando que tenemos la obligación de crear vidas felices, o que no tenemos la obligación de crear vidas llenas de sufrimiento. Con todo, ambas opciones, especialmente la segunda, parecen ser altamente contraintuitivas. Sin embargo, la idea de que evitar causar sufrimiento tiene prioridad sobre crear bienestar nos proporciona una solución muy intuitiva a este problema.
Las éticas centradas en el sufrimiento también acomodan satisfactoriamente una intuición que tiene mucha gente: el hecho de que es permisible no tratar de proveer a otros de bienestar pero, en su lugar, es obligatorio evitar causarles sufrimiento. Esta idea también se puede defender considerando que mucha gente rechazaría que fuese correcto causar a un desconocido un placer si para ello tuviésemos que causar a otro desconocido un sufrimiento, aunque fuera ligeramente inferior en intensidad y duración. 
Otro argumento en favor de la prioridad de reducir el sufrimiento sería el hecho de que el sufrimiento, incluyendo el sufrimiento extremo, está presente en cantidades masivas en el mundo y puede ser producido fácilmente. Al contrario, el bienestar y el placer extremo son mucho más infrecuentes y más difíciles de producir. Esta idea tiene precendentes tales como las perspectivas budistas y las perspectivas defendidas por ciertos filósofos del siglo XIX.